# 氯化二氯四吡啶合铑(III)
氯化二氯四吡啶合铑(III)是配离子[RhCl2(py)4]+形成的氯化物盐类，化学式为C20H20Cl3N4Rh。它是黄色固体，可从水中结晶出四水合物，并于100 °C真空中脱水，得到一水合物。它可由三氯化铑和过量的吡啶在催化量的还原剂下反应得到。

## 相关配合物
- [RhCl3(py)3]是合成[RhCl2(py)4]Cl反应中的中间体。[3]
- [Ir(py)4Cl2]Cl是标题化合物的类似物，是黄色晶体。[4]